# Nils Axle Kanten
Pour les articles homonymes, voir Kanten.
Nils Axle Kanten (né le 9 avril 1976 à Lillehammer) est un illustrateur, animateur et auteur de bande dessinée norvégien. 

## Distinction
- 2012 : Prix Pondus pour Hjalmar et Firekanta